# ジョン・ミッチェル (天文学者)
ジョン・ミッチェル（John Michell、1724年12月25日 – 1793年4月21日）は、イギリスの18世紀の科学者である。巨大な重力によって光の粒子が引き付けられて出てこない暗黒の星があるという、現代のブラックホール理論につながる説を述べていたことで1970年代に再評価をうけた。1784年の王立協会の会報に発表された。ラプラスも1796年に著書"Exposition du Systeme du Monde”で同じ説を述べた。
ミッチェルはニュートンの万有引力の法則が光の粒子にも働くと仮定すれば太陽の500倍以上の星があれば光は我々にとどくことはないと述べた。
ケンブリッジ大学クイーンズ・カレッジで学び、1752年に修士号を取得、1761年に神学博士になり、1762年からケンブリッジの地質学の教授になった。1767年にヨークシャーの司祭になった。王立協会のフェローには、ヘンリー・キャヴェンディッシュと同じ1760年に選出された。ミッチェルの業績といわれるものは、人工的な磁化の方法、ねじり天秤の考案（キャヴェンディシュによる万有引力の測定に関するキャヴェンディッシュの実験やクーロンの実験に用いられた）、地震の震源や原因、地球質量の推定や、1760年の彗星の観察、恒星までの距離を推定する方法の提案などである。